# Бурозубка Джексона
Бурозубка Джексона (Sorex jacksoni) — вид рода бурозубки. Встречается эндемично на острове Святого Лаврентия в Беринговом море, принадлежащем американскому штату Аляска. Существует широкая трактовка этого вида, тогда в него входит в том числе бурозубка Портенко из Чукотского автономного округа, и тогда бурозубка Джексона входит в состав фауны России. Эта точка зрения принята во многих отечественных руководствах. И существует узкая трактовка этого вида, принятая здесь, и тогда это эндемик острова Святого Лаврентия. 

## Особенности
Длина тела бурозубки Джексона, включая хвост, составляет от 94 до 107 миллиметров. Её вес от 4 до 5 граммов.
Длина с хвостом от 8,6 до 10,5 см, длина хвоста от 3,2 до 3,7 см, масса от 4 до 5 г. Верхняя сторона тела коричневая, нижняя сторона более светлая  с резкой границей окраской спины и брюха. Однако бока тела немного темнее, чем у Sorex pribilofensis. Череп также крупнее, чем у Sorex pribilofensis. Между резцами и коренными на верхней челюсти есть по пять остроконечных промежуточных зубов с каждой стороны. Пятый — самый маленький.
Кариотип 2n = 66, FN = 70, как и у близкой Sorex cinereus.

## Распространение

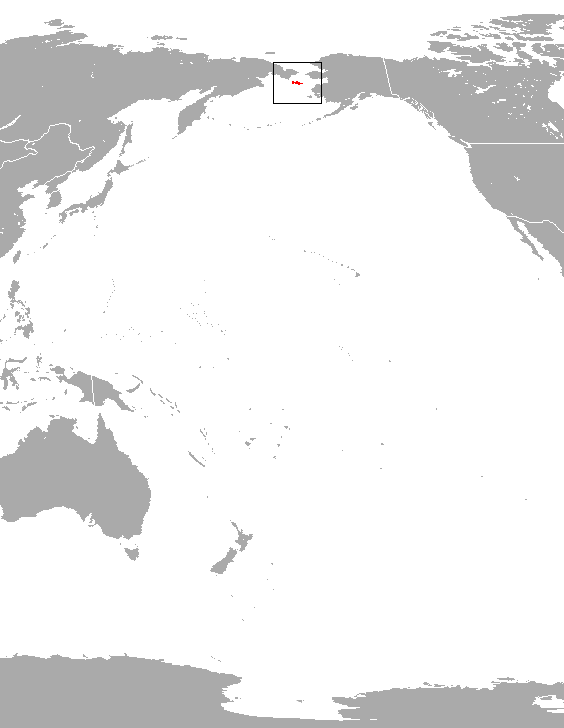
Местоположение острова Святого Лаврентия (ареала данного вида) в Беринговом море

Распространение этого вида в узкой трактовке ограничено островом Святого Лаврентия в Беринговом море, который принадлежит американскому штату Аляска.  Этот вид  эндемичен для этого острова и является там единственным видом землероек.

## Образ жизни
Места обитания вида включает болота и участки влажной тундры, лесосеки и другие открытые ландшафты острова. Предпочитает колонии чистиковых птиц. В некоторых местах они встречаются в штабелях бревен или в скоплениях валунов. Он также встречается в местах, где полно полевок и насекомых в качестве источника пищи. Зимой животные могут проникать в погреба и срубы, где хранится вяленое или замороженное мясо.

## Систематика
Первое научное описание было сделано Юджином Рэймондом Холлом и Раймондом Морисом Гилмором в 1932 году.
Когда-то его считали  подвидом тундровой бурозубки (Sorex tundrensis), а позже  стали рассматривать как подвид масковой бурозубки (Sorex cinereus). 
Бурозубка Джексона рассматривается как самостоятельный вид в составе рода бурозубок (Sorex) и входит в подрод Otisorex, но сейчас все они считаются самостоятельными видами. Ван Зил де Йонг рассматривал Sorex leucogaster, Sorex portenkoi и Sorex ugyunak  как подвиды  бурозубки Джексона, но позднее все три формы были сочтены самостоятельными видами.  В настоящее время бурозубка Джексона считается представителем группы «cinereus» и, таким образом,  он является близким родственником масковой бурозубки, однако молекулярные данные показывают, что не является её сестринским видом.
На основании молекулярно-биологических исследований можно было установить близкое родство между видами, обитающими по берегам Берингова моря, которые образуют группу вместе с бурозубкой Джексона: Sorex camtschatica, Sorex portenkoi, Sorex pribilofensis и Sorex ugyunak, Sorex haydeni и масковая бурозубка.
Кроме номинальной формы, никаких других подвидов внутри вида не выделяется.

## Угроза и защита
Этот вид классифицируется Международным союзом охраны природы и природных ресурсов (МСОП) как не находящийся под угрозой исчезновения («вызывает наименьшее беспокойство»), несмотря на его ограниченный ареал распространения, поскольку об угрозах ничего не известно, а сокращение запасов не ожидается.